# Русанов, Фёдор Николаевич
Фёдор Николаевич Русанов (29 мая 1895, Каменка Оренбургская губерния Российская империя — 1 февраля 1979 года, Ташкент Узбекская ССР СССР) — советский и узбекистанский ботаник, редактор и академик АН Узбекской ССР (1966-79).

## Биография
Родился 29 мая 1895 года в Каменке. Через некоторое время переехал в Омск, где поступил в Омский институт сельского хозяйства и лесоводства, который он оканчивает в 1927 году. Будучи студентом данного института, он в 1926 году переехал в Ленинград, где работал ботаником Казахстанской экспедиции на протяжении 3 лет, при этом выпускные экзамены сдавал экстерном. В 1929 году переезжает в Москву, где на протяжении 5 лет работал ботаником экспедиции лубяных культур. В 1934 году он заинтересовался Средней Азией и переехал в Ташкент, которому посвятил оставшиеся годы своей жизни. С 1934 по 1944 год занимал должность директора ботанического сада Среднеазиатского университета, с 1944 по 1976 год занимал должность директора ботанического сада АН Узбекской ССР, с 1976 до смерти — научный консультант там же.
Скончался Фёдор Русанов 1 февраля 1979 года в Ташкенте. Похоронен на Центральной аллее Боткинского кладбища.

## Научные работы
Основные научные работы посвящены проблеме интродукции и акклиматизации растений.
- Внёс вклад в разработку теоретических основ этой проблемы.
- Предложил метод интродукции родовыми комплексами.

## Научные труды
- Биология и морфология травянистых и древесных растений. — Ташкент : Фан, 1970. — 212 с.: ил.
- Теория и опыт переселения растений в условиях Узбекистана. — Ташкент : Фан, 1974. — 110 с.

## Редакторская деятельность
- 1965-79 — ответственный редактор многотомного издания Дендрология Узбекистана.

## Память
- В 1979 году сразу же после смерти имя Фёдора Русанова было увековечено — Ташкентскому ботаническому саду присвоено его имя.

## Список использованной литературы
- Биологи. Биографический справочник.— Киев.: Наук. думка, 1984.— 816 с.: ил